# Finale della UEFA Champions League 2019-2020
La finale della 65ª edizione della Champions League, 28ª da quando è stata ribattezzata da Coppa dei Campioni a UEFA Champions League, si è disputata allo stadio da Luz di Lisbona, in Portogallo, tra i francesi del Paris Saint-Germain e i tedeschi del Bayern Monaco.
La finale si sarebbe dovuta giocare allo stadio olimpico Atatürk di Istanbul il 30 maggio 2020 ma, a causa della pandemia di COVID-19 in Europa, è stata spostata allo stadio da Luz di Lisbona — uno dei due stadi della capitale portoghese, assieme allo stadio José Alvalade, che ha ospitato la final eight del torneo — e si è disputata a porte chiuse. È stata la prima finale a essere giocata di domenica e la prima a non essere giocata di sabato dopo quella del 2009, nonché la prima ad essere disputata dopo il mese di giugno.
I vincitori, i tedeschi del Bayern Monaco, al sesto successo nella manifestazione, hanno ottenuto il diritto di giocare contro i vincitori della UEFA Europa League 2019-2020, gli spagnoli del Siviglia, nella Supercoppa UEFA 2020. Allo stesso tempo si sono qualificati per la Coppa del mondo per club FIFA 2020 e per la fase a gironi della UEFA Champions League 2020-2021.

## Le squadre
| Squadre             | Partecipazioni precedenti (il grassetto indica la vittoria)     |
| ------------------- | --------------------------------------------------------------- |
| Paris Saint-Germain | Nessuna                                                         |
| Bayern Monaco       | 10 (1974, 1975, 1976, 1982, 1987, 1999, 2001, 2010, 2012, 2013) |

## Sede
Questa è stata la seconda finale di UEFA Champions League ospitata allo Stadio da Luz di Lisbona, dopo quella del 2014.

### Selezione della sede
Il 22 settembre 2017 è stato indetto un bando libero dalla UEFA per selezionare le sedi delle finali di UEFA Champions League, UEFA Europa League e UEFA Women's Champions League del 2020. Le federazioni hanno avuto tempo fino al 31 ottobre 2017 per esprimere il loro interesse, e i fascicoli delle candidature dovevano essere presentati entro il 1º marzo 2018. Non è stato permesso di partecipare al bando per la finale della UEFA Champions League 2020 alle federazioni che avevano ospitato le partite di UEFA Euro 2020.
Il 3 novembre 2017 la UEFA ha annunciato che due federazioni avevano espresso l'interesse di ospitare la finale della UEFA Champions League 2020.
| Nazione    | Stadio                  | Città    | Capacità | Note                                                        |
| ---------- | ----------------------- | -------- | -------- | ----------------------------------------------------------- |
| Portogallo | Stadio da Luz           | Lisbona  | 64 642   | Ha ospitato la finale della UEFA Champions League 2013-2014 |
| Turchia    | Stadio olimpico Atatürk | Istanbul | 76 092   | Ha ospitato la finale della UEFA Champions League 2004-2005 |

Lo stadio olimpico Atatürk di Istanbul è stato selezionato dal Comitato Esecutivo della UEFA durante il Congresso di Kiev del 24 maggio 2018.
Il 17 giugno 2020 il Comitato Esecutivo della UEFA ha annunciato lo spostamento della sede della finale dallo stadio olimpico Atatürk di Istanbul allo stadio da Luz di Lisbona a causa della pandemia di COVID-19 in Europa, spostando tutte le sedi delle finali allora già programmate di un anno (nell'ordine Istanbul, San Pietroburgo, Monaco di Baviera e Londra).

## Il cammino verso la finale

### Paris Saint-Germain
Il Paris Saint-Germain di Thomas Tuchel viene inserito nel Gruppo A insieme a Real Madrid, Club Bruges e Galatasaray. Nell'incontro d'esordio, i francesi battono il Real Madrid per 3-0 in casa, prima di imporsi in trasferta per 1-0 contro il Galatasaray; nella doppia sfida contro il Club Bruges arrivano un 5-0 esterno e un 1-0 interno. Il girone si chiude con pareggio per 2-2 in trasferta contro gli spagnoli e una vittoria in casa per 5-0 contro i turchi, che determinano il primo posto in classifica con 16 punti conquistati, derivanti appunto da cinque vittorie e un pari. Agli ottavi di finale vengono sorteggiati i tedeschi del Borussia Dortmund, eliminati con un risultato complessivo di 3-2 tra andata, persa per 2-1 in trasferta, e ritorno, vinto per 2-0 in casa. Ai quarti eliminano gli italiani dell'Atalanta in gara unica a Lisbona, prevalendo per 2-1 grazie alle reti di Marquinhos e Choupo-Moting, entrambe avvenute nei minuti finali del secondo tempo. In semifinale i tedeschi del RB Lipsia, capaci di eliminare in sequenza il Tottenham agli ottavi e l'Atlético Madrid ai quarti, vengono battuti con un netto 3-0 in gara secca sempre a Lisbona. I parigini agguantano così la prima finale di Champions League della propria storia, diventando al contempo la quinta squadra francese a raggiungere l'atto finale della competizione.

### Bayern Monaco
Il Bayern Monaco di Hans-Dieter Flick viene inserito nel Gruppo B insieme a Tottenham, Olympiacos e Stella Rossa. Nella partita di debutto, i tedeschi vincono per 3-0 in casa contro la Stella Rossa, prima di imporsi in trasferta per 7-2 contro il Tottenham; nel doppio confronto con l'Olympiakos, arrivano un 3-2 ad Atene e un 2-0 a Monaco di Baviera. Il girone si completa con altre due vittorie, per 6-0 in trasferta a discapito dei serbi e per 3-1 in casa contro gli inglesi, che sanciscono il primo posto in classifica a punteggio pieno con 18 punti conquistati e ben ventiquattro reti realizzate. Agli ottavi di finale vengono sorteggiati gli inglesi del Chelsea, eliminati con un largo risultato complessivo di 7-1 tra andata e ritorno, determinato dal trionfo esterno per 3-0 e da quello interno per 4-1. Ai quarti gli spagnoli del Barcellona vengono sconfitti in gara unica a Lisbona con un sorprendente 8-2: va in gol anche il brasiliano Philippe Coutinho, di proprietà dei catalani ma in prestito ai bavaresi, con una doppietta personale. In semifinale i francesi dell'Olympique Lione, capaci di eliminare in sequenza la Juventus agli ottavi e il Manchester City ai quarti, vengono battuti con un netto 3-0 in gara secca sempre a Lisbona. I bavaresi raggiungono così l'undicesima finale di Champions League della propria storia, a distanza di sette anni dall'ultima disputata, forte di ben quarantadue reti all'attivo nel corso della competizione e di solamente otto subite.

### Tabella riassuntiva del percorso
Note: In ogni risultato sottostante, il punteggio della finalista è menzionato per primo. (C: Casa; T: Trasferta; N: Neutro)
| Squadra             | Pt | G |
| ------------------- | -- | - |
| Paris Saint-Germain | 16 | 6 |
| Real Madrid         | 11 | 6 |
| Club Bruges         | 3  | 6 |
| Galatasaray         | 2  | 6 |

| Squadra       | Pt | G |
| ------------- | -- | - |
| Bayern Monaco | 18 | 6 |
| Tottenham     | 10 | 6 |
| Olympiacos    | 4  | 6 |
| Stella Rossa  | 3  | 6 |

## Contesto
Allo stadio da Luz di Lisbona va in scena la finale tra Paris Saint-Germain, alla prima presenza nell'atto conclusivo della competizione, e Bayern Monaco, all'undicesima finale dopo l'ultimo trionfo del 2013. L'allenatore dei francesi, Tuchel, schiera la squadra col 4-3-3: davanti al portiere Navas, la linea difensiva a quattro è composta da Bernat e Kehrer come terzini e dal capitano Thiago Silva e Kimpembe come difensori centrali. In mediana Marquinhos è supportato da Herrera e Paredes, mentre il tridente offensivo è formato da Mbappé, Neymar e Di María. Il tecnico dei tedeschi, Flick, opta invece per il 4-2-3-1: davanti al capitano Neuer, la retroguardia è composta da Kimmich e Davies come terzini e da Boateng e Alaba come difensori centrali. In mediana Thiago è affiancato da Goretzka, mentre il trio di trequartisti è formato da Gnabry, Müller e Coman alle spalle dell'unico centravanti Lewandowski, quest'ultimo capocannoniere del torneo.

## La partita

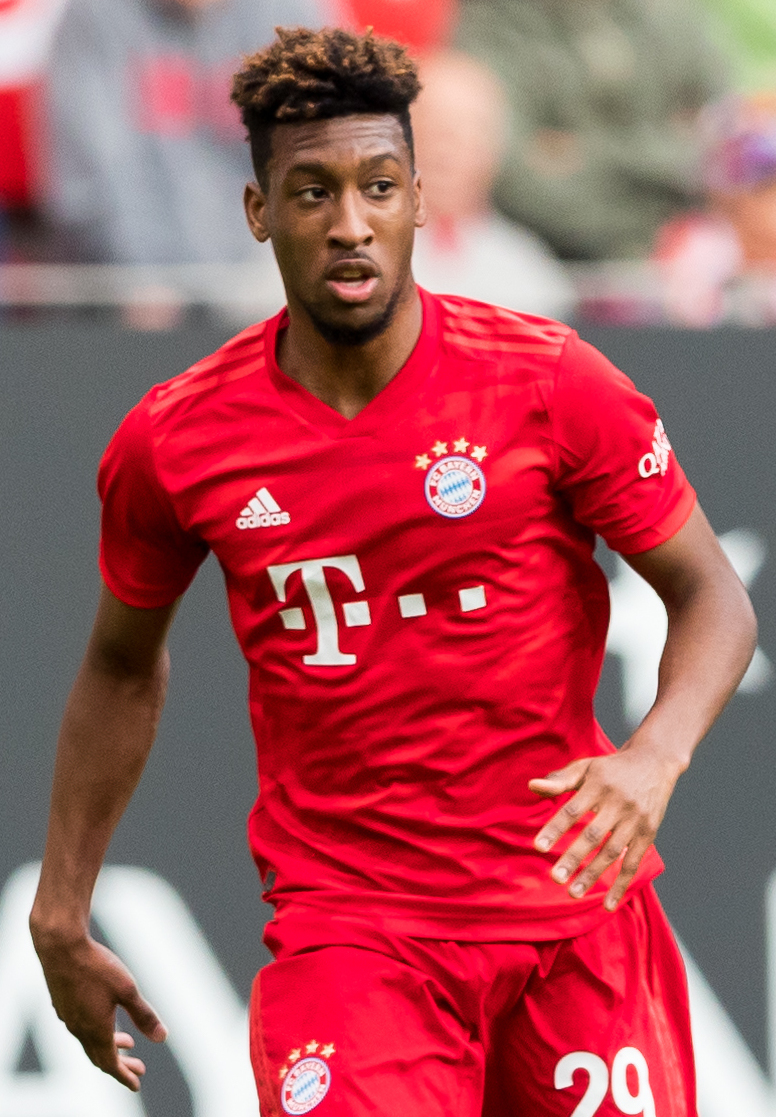
Kingsley Coman, autore del gol decisivo e nominato MVP della partita.

La partita inizia con un forte pressing dei bavaresi, ma a creare le prime occasioni pericolose sono i parigini, che al 18' vanno vicini al vantaggio con un tiro di Neymar prontamente respinto da Neuer in uscita bassa. La reazione dei tedeschi è immediata e si concretizza in due occasioni per Lewandowski, che prima colpisce il palo con un tiro a giro e poi alla mezz'ora di gioco costringe Navas ad una bella parata. Il Paris Saint-Germain gioca prevalentemente in contropiede e, dopo una palla persa da Alaba e recuperata dai parigini a pochi secondi dalla fine del primo tempo, Mbappé ha l'occasione per colpire da buona posizione, ma il suo tiro è facile presa di Neuer. La prima frazione di gioco termina 0-0.
Nel secondo tempo il Bayern Monaco gestisce il possesso palla e al 59' trova il gol del vantaggio: dopo una serie di scambi, Kimmich scodella un pallone sulla testa di Coman, che in tuffo da dentro l'area di rigore batte Navas per l'1-0. Si susseguono numerose occasioni da parte dei bavaresi, con Lewandowski che da pochi metri non riesce a trovare il raddoppio e con Thiago Silva che salva sulla linea un tiro al volo di Coman. Negli ultimi venti minuti di gioco è il Paris Saint-Germain a cercare con insistenza il pareggio, andando vicino al gol prima con Mbappé, il cui tiro viene respinto da Neuer, e poi col subentrato Choupo-Moting, che da pochi passi non arriva su un pallone servito da Neymar nei minuti di recupero. I tentativi sono vani e al triplice fischio il Bayern Monaco può festeggiare la sua sesta Champions League e il suo secondo treble dopo quello del 2013.

## Tabellino

### Dettagli
La squadra "di casa" (ai fini amministrativi) è stata determinata da un sorteggio aggiuntivo effettuato dopo il sorteggio delle semifinali.
| Arbitro: | Daniele Orsato |

|  |           |           |
|  | Marcatori | 59’ Coman |

| Paris Saint-Germain | Bayern Monaco |

| P               | 1  | Keylor Navas             |     |     |
| D               | 4  | Thilo Kehrer             |     |     |
| D               | 2  | Thiago Silva             | 83’ |     |
| D               | 3  | Presnel Kimpembe         |     |     |
| D               | 14 | Juan Bernat              |     | 80’ |
| C               | 21 | Ander Herrera            |     | 72’ |
| C               | 5  | Marquinhos               |     |     |
| C               | 8  | Leandro Paredes          | 52’ | 65’ |
| A               | 11 | Ángel Di María           |     | 80’ |
| A               | 7  | Kylian Mbappé            |     |     |
| A               | 10 | Neymar                   | 81’ |     |
| A disposizione: |    |                          |     |     |
| P               | 16 | Sergio Rico              |     |     |
| P               | 30 | Marcin Bułka             |     |     |
| D               | 20 | Layvin Kurzawa           | 86’ | 80’ |
| D               | 22 | Abdou Diallo             |     |     |
| D               | 25 | Mitchel Bakker           |     |     |
| D               | 31 | Colin Dagba              |     |     |
| C               | 6  | Marco Verratti           |     | 65’ |
| C               | 19 | Pablo Sarabia            |     |     |
| C               | 23 | Julian Draxler           |     | 72’ |
| C               | 27 | Idrissa Gueye            |     |     |
| A               | 17 | Eric Maxim Choupo-Moting |     | 80’ |
| A               | 18 | Mauro Icardi             |     |     |
| Allenatore:     |    |                          |     |     |
| Thomas Tuchel   |    |                          |     |     |

| P                 | 1  | Manuel Neuer         |       |     |
| D                 | 32 | Joshua Kimmich       |       |     |
| D                 | 17 | Jérôme Boateng       |       | 25’ |
| D                 | 27 | David Alaba          |       |     |
| D                 | 19 | Alphonso Davies      | 28’   |     |
| C                 | 6  | Thiago               |       | 86’ |
| C                 | 18 | Leon Goretzka        |       |     |
| C                 | 22 | Serge Gnabry         | 52’   | 68’ |
| C                 | 25 | Thomas Müller        | 90+4’ |     |
| C                 | 29 | Kingsley Coman       |       | 68’ |
| A                 | 9  | Robert Lewandowski   |       |     |
| A disposizione:   |    |                      |       |     |
| P                 | 26 | Sven Ulreich         |       |     |
| P                 | 39 | Ron-Thorben Hoffmann |       |     |
| D                 | 2  | Álvaro Odriozola     |       |     |
| D                 | 4  | Niklas Süle          | 56’   | 25’ |
| D                 | 5  | Benjamin Pavard      |       |     |
| D                 | 21 | Lucas Hernández      |       |     |
| C                 | 8  | Javi Martínez        |       |     |
| C                 | 10 | Philippe Coutinho    |       | 68’ |
| C                 | 11 | Mickaël Cuisance     |       |     |
| C                 | 14 | Ivan Perišić         |       | 68’ |
| C                 | 24 | Corentin Tolisso     |       | 86’ |
| A                 | 35 | Joshua Zirkzee       |       |     |
| Allenatore:       |    |                      |       |     |
| Hans-Dieter Flick |    |                      |       |     |

|  | Regole - 90 minuti - 30 minuti di tempi supplementari se necessario. - Tiri di rigore se il punteggio persiste in pareggio. - Dodici sostituti indicati. - Massimo di cinque sostituzioni, con una sesta consentita nei tempi supplementari. |